# Mesquita FC
Mesquita FC is een Braziliaanse voetbalclub uit Mesquita in de staat Rio de Janeiro.

## Geschiedenis
De club werd opgericht in 1920. Na de samenvoeging van de staten Guanabara en Rio de Janeiro werd er in 1978 opnieuw een tweede klasse ingericht in het Campeonato Carioca waarin Mesquita ging spelen. Na drie seizoenen degradeerde de club, maar werd in 1981 kampioen in de derde klasse en keerde terug. Nadat de club in 1985 vicekampioen werd achter Campo Grande promoveerden ze voor het eerst naar de hoogste klasse, waar ze uitkwamen tegen de grote clubs uit Rio. Na twee seizoenen degradeerde de club. 
In 1991 speelde de club terug in de hoogste klasse, die in twee groepen verdeeld was. De sterkste clubs speelden in groep A en de twee beste van groep B mochten in het tweede toernooi in groep A spelen. Mesquita eindigde samen met Goytacaz op twee en verloor de extra wedstrijd na strafschoppen. Na een middelmatig seizoen werd de club in 1993 slachtoffer van competitiehervorming, doordat het aantal clubs in de hoogste klasse verminderd werd. Na dertien jaar in de tweede klasse werd de club in 2007 vicekampioen achter Resende en promoveerde terug. In 2008 eindigde de club net boven de degradatiezone. In 2009 eindigde de club in het eerste toernooi vierde, maar doordat in het tweede toernooi alle acht de wedstrijden verloren werden degradeerde de club. 
Na vier seizoenen in de Série B nam de club niet meer deel aan de competitie voor twee seizoenen. In 2016 keerde de club terug naar de derde klasse. Na een plaats in de middenmoot werd de club in het lopende seizoen 2017 winnaar van het eerst toernooi en is zo nog in de running voor promotie.